# NGC 353
NGC 353 è una galassia a spirale situata nella costellazione della Balena.
Fu scoperta il 10 novembre 1885 da Lewis Swift.